# Plužac
Plužac (en serbe cyrillique : Плужац) est un village de Serbie situé dans la municipalité d’Osečina, district de Kolubara. Au recensement de 2011, il comptait 520 habitants.

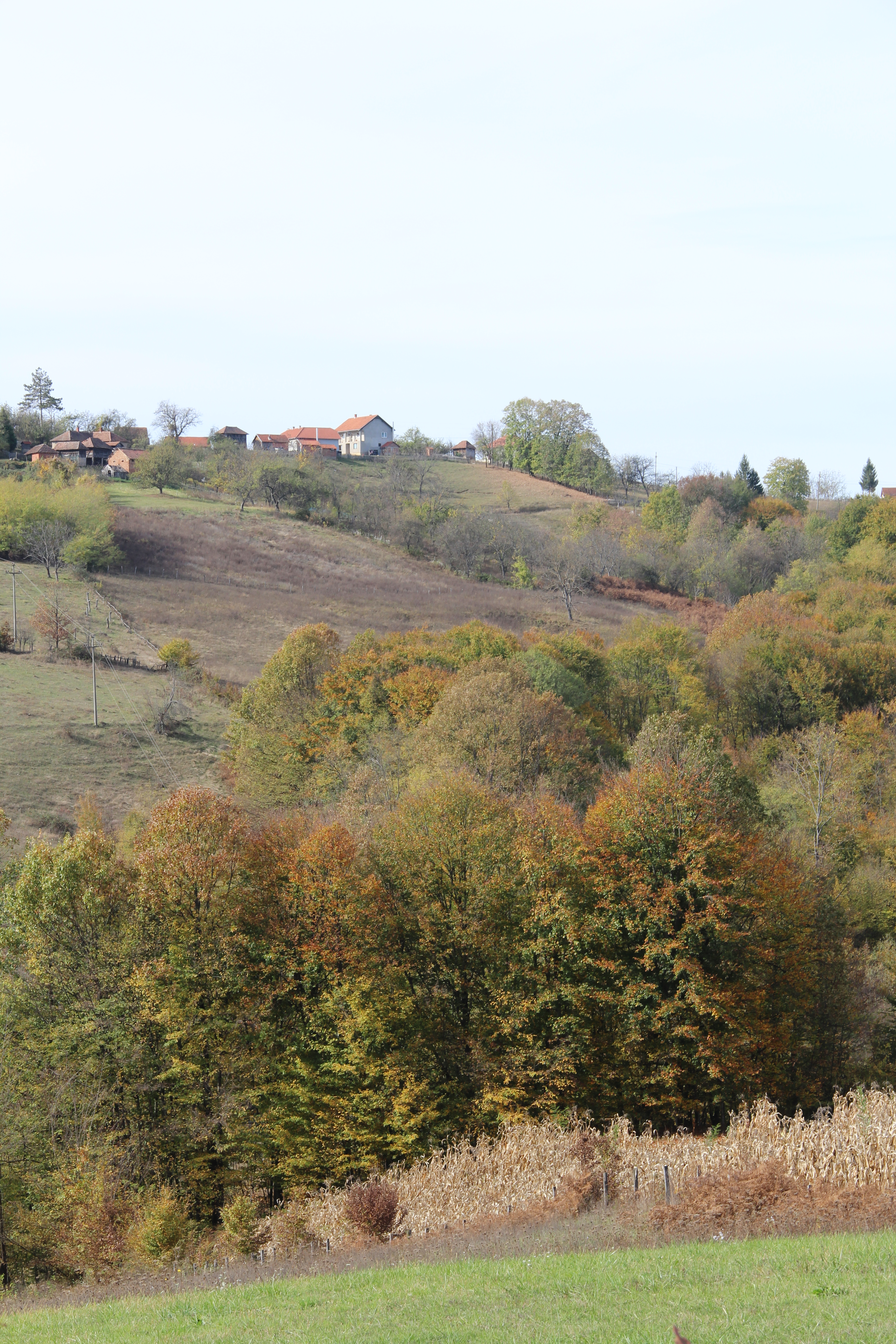
Plužac - panorama
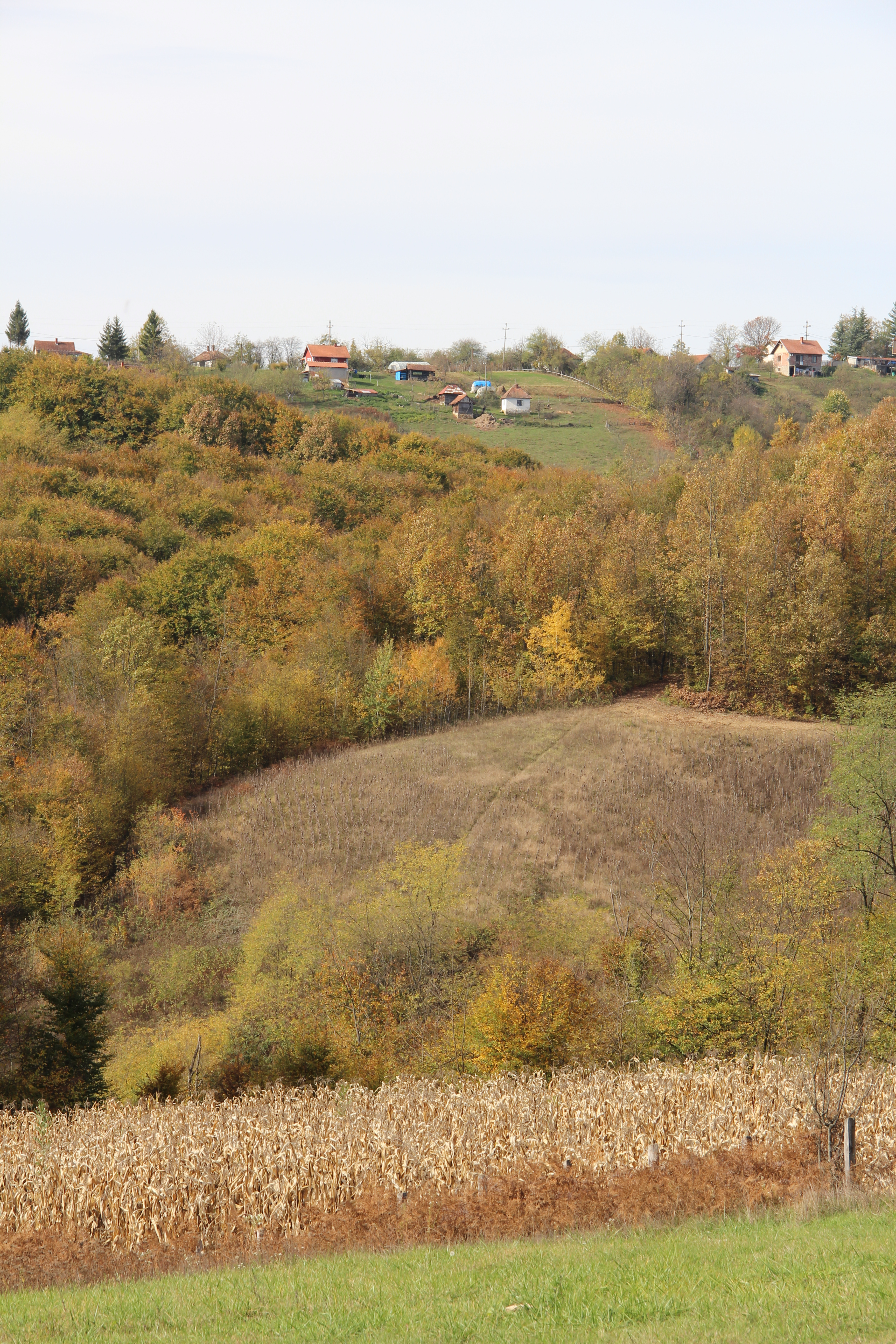
Plužac - panorama
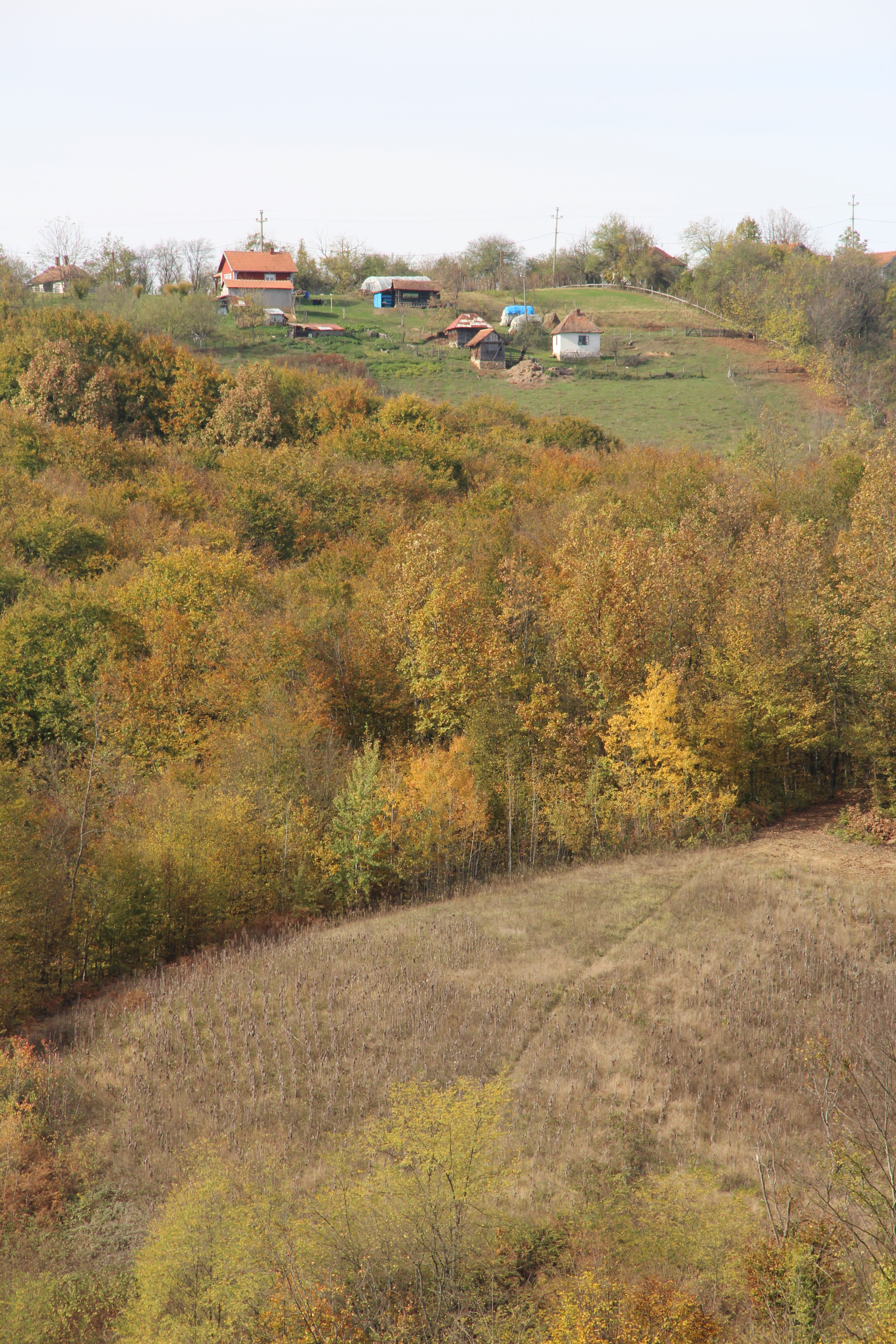
Plužac - panorama
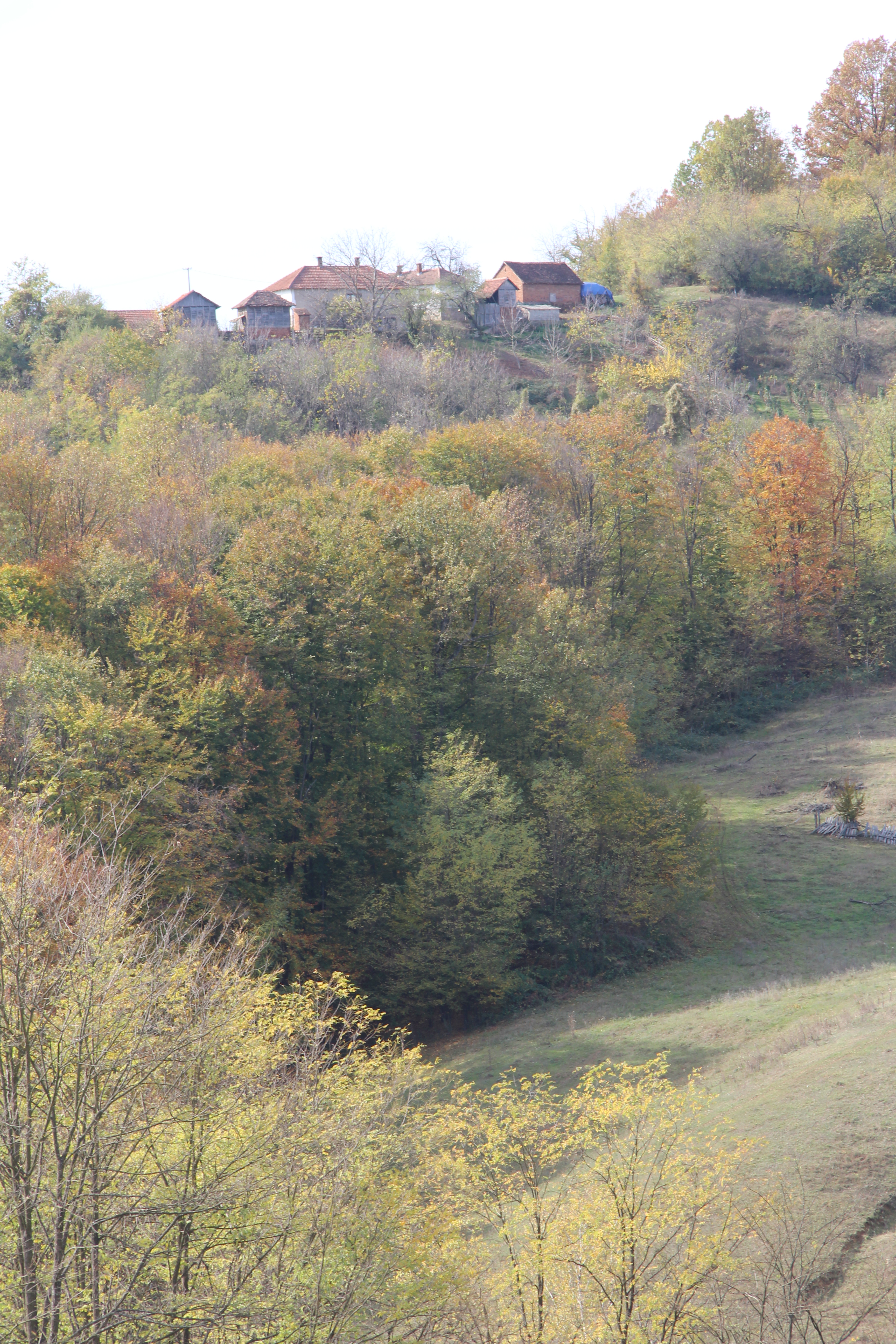
Plužac - panorama
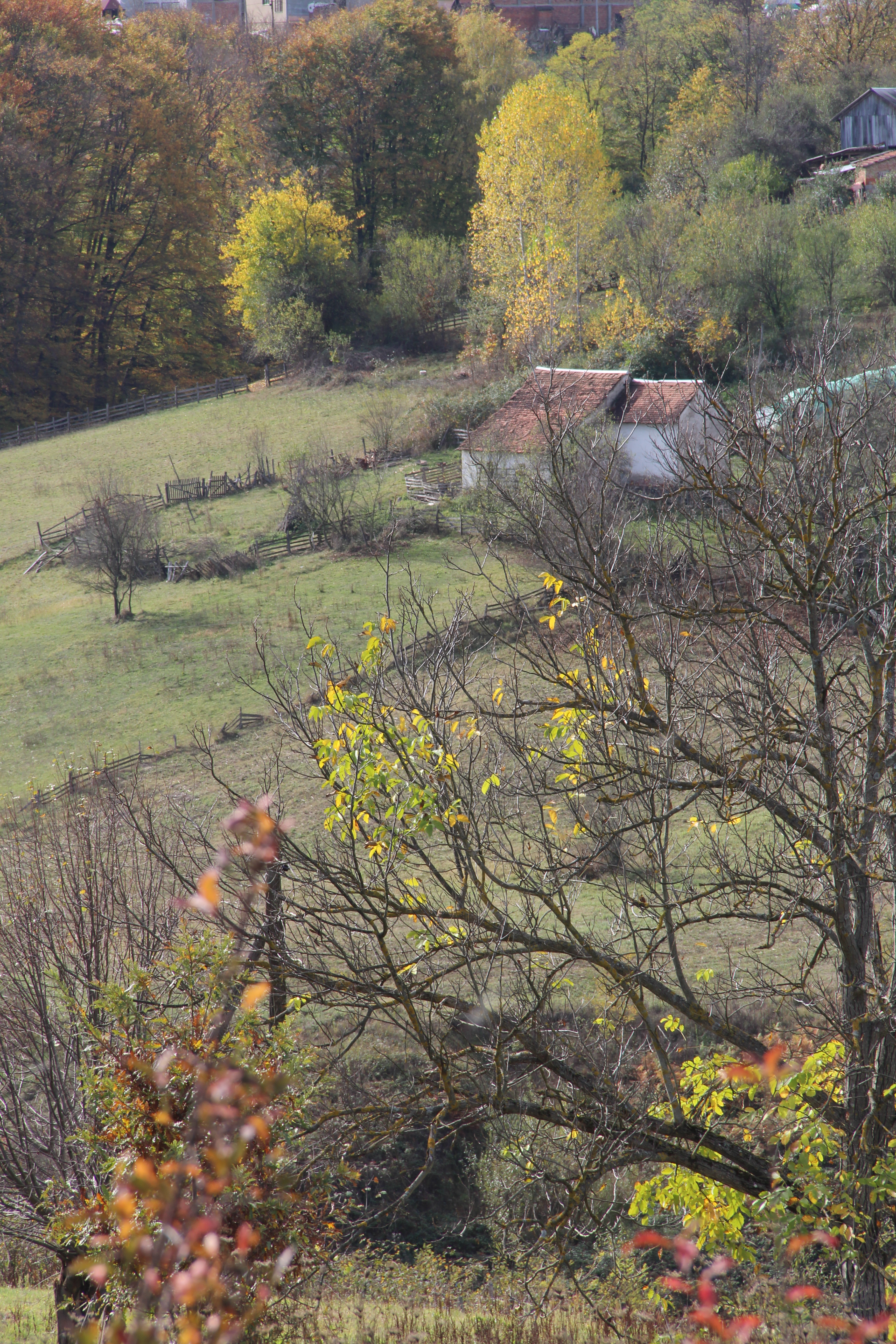
Plužac - panorama
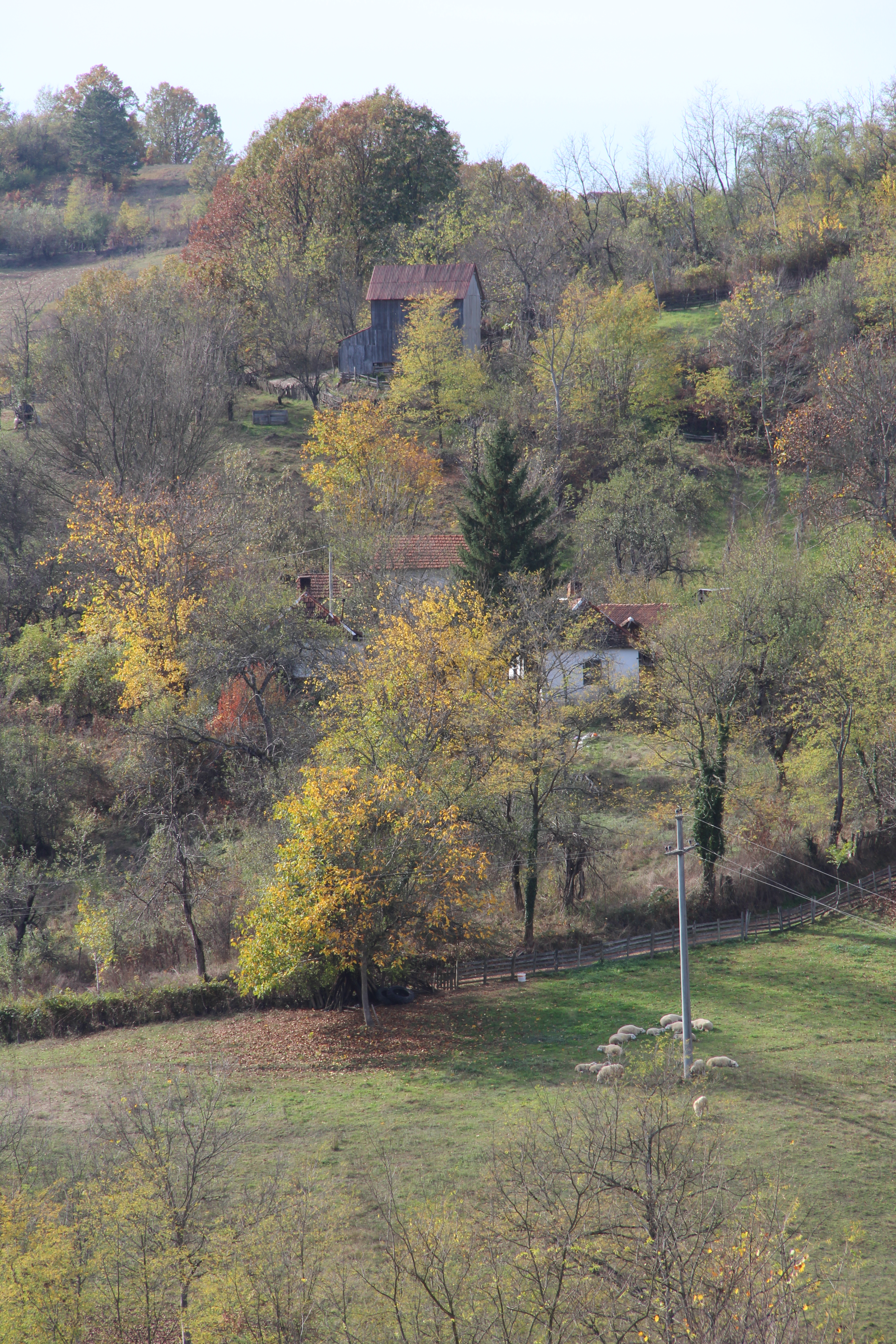
Plužac - panorama

## Démographie
| 1948 | 1953 | 1961 | 1971 | 1981 | 1991 | 2002 | 2011 |
| ---- | ---- | ---- | ---- | ---- | ---- | ---- | ---- |
| 964  | 940  | 906  | 823  | 736  | 541  | 460  | 520  |

|  |